# Tachytrechus laticrus
Tachytrechus laticrus är en tvåvingeart som beskrevs av Van Duzee 1918. Tachytrechus laticrus ingår i släktet Tachytrechus och familjen styltflugor. Inga underarter finns listade i Catalogue of Life.